# Dotoramades difformipes
Dotoramades difformipes là một loài bọ cánh cứng trong họ Cerambycidae.